# 龙岘站 (咸镜北道)
龍峴站是朝鮮咸镜北道鏡城郡的一個鐵路車站，属于平羅線和大鄉線。

## 邻近车站
平羅線
渔郎站 - 龍峴站 - 镜城站
大鄉線
龍峴站 - 大鄉站